# Художественный музей Санта-Катарины
Художественный музей Санта-Катарины (порт. Museu de Arte de Santa Catarina - MASC) — художественный музей в столице бразильского штата Санта-Катарина городе Флорианополисе. Ассоциирован с Фондом культуры Санта-Катарины, расположен в здании Интегрированного культурного центра.

## История

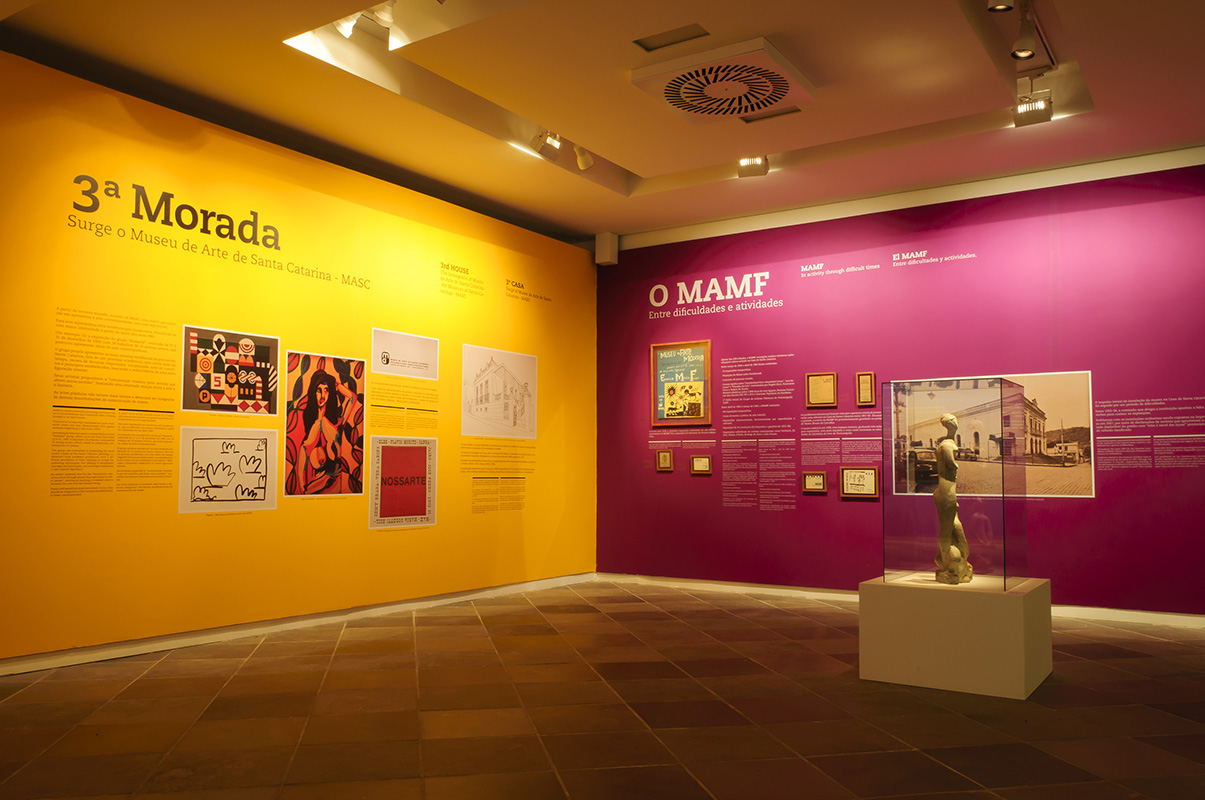
В залах музея

Музей был создан в 1940-х годах, в период культурного расцвета в Бразилии. В то время были созданы другие художественные музеи, такие как Художественный музей Сан-Паулу и Музей современного искусства в Рио-де-Жанейро.
Изначально он был основан как Музей современного искусства Флорианополиса молодыми интеллектуалами, писателями и художниками, заинтересованными в том, чтобы встряхнуть город Флорианополис, в то время придерживавшийся старых художественных стандартов. Они работали в различных творческих областях, таких как литература, театр, кино и изобразительное искусство. Под влиянием этой группы во Флорианополис была привезена «Exposições de Arte Contemporânea» (Выставка современного искусства) вместе с присутствием ее создателя, писателя из Рио-де-Жанейро Маркеса Ребелу (1907—1973). Именно с этой выставки, проходившей с 25 сентября по 6 октября 1948 года, сопровождавшейся лекциями писателя о современном искусстве, был создан нынешний Музей искусств Санта-Катарина.
Первоначальная коллекция музея включает работы таких художников-модернистов, как Альфредо Вольпи, Джанира Мотта и Силва, Ибере Камарго, Эмерик Марсье, Атос Булкан, Кандиду Портинари и других.
Коллекция в основном формировалась за счёт частных и официальных пожертвований. С 1985 года была создана система спонтанных пожертвований художниками, которые выставлялись в музее. Это придает ему большое региональное значение. В коллекции также есть призведения национальных и зарубежных художников.
Музей несколько раз менял местоположение. Сейчас он находится в здании Интегрированного культурного центра.

## Коллекция музея
В настоящее время коллекция музея насчитывает более 1600 произведений, размещённых на площади 1980 м² в здании Интегрированного культурного центра «Проф. Энрике да Силва Фонтеш». Музей состоит из основного зала площадью 1440 м², специальную комнату Гарри Лауса площадью 340 м², которая может использоваться для выставок. Кроме постоянной экспозиции в музее проходят временные выставки, здесь имеется библиотека. Музей разрабатывает экскурсионные программы.

## Галерея

Коллекция музея
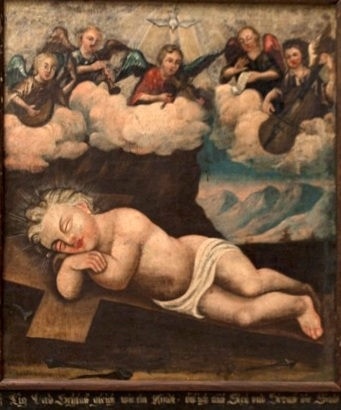
«Младенец Иисус», анонимный художник (1739)
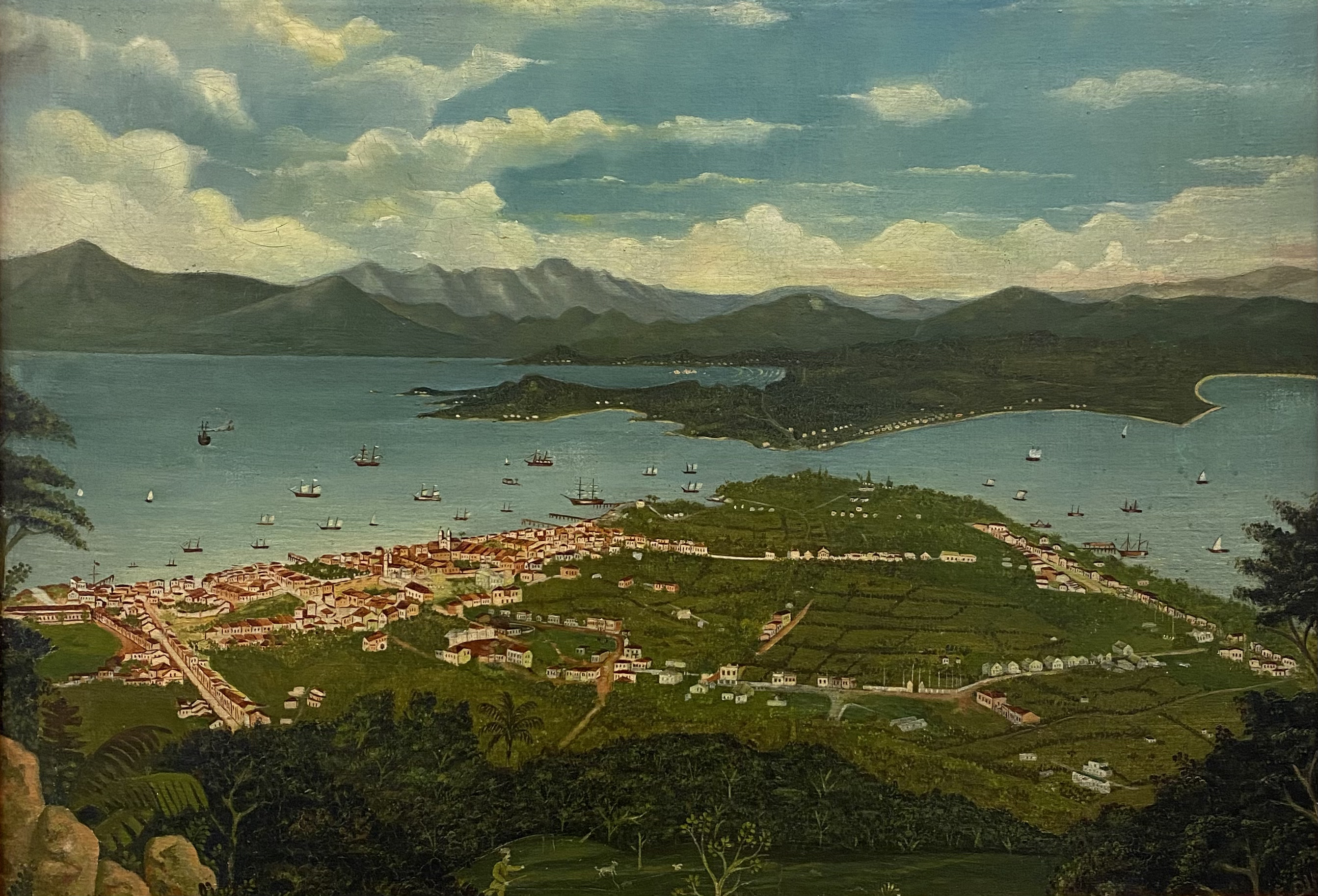
«Вид на Флорианополис», Эдуардо Диас (ок. 1895)
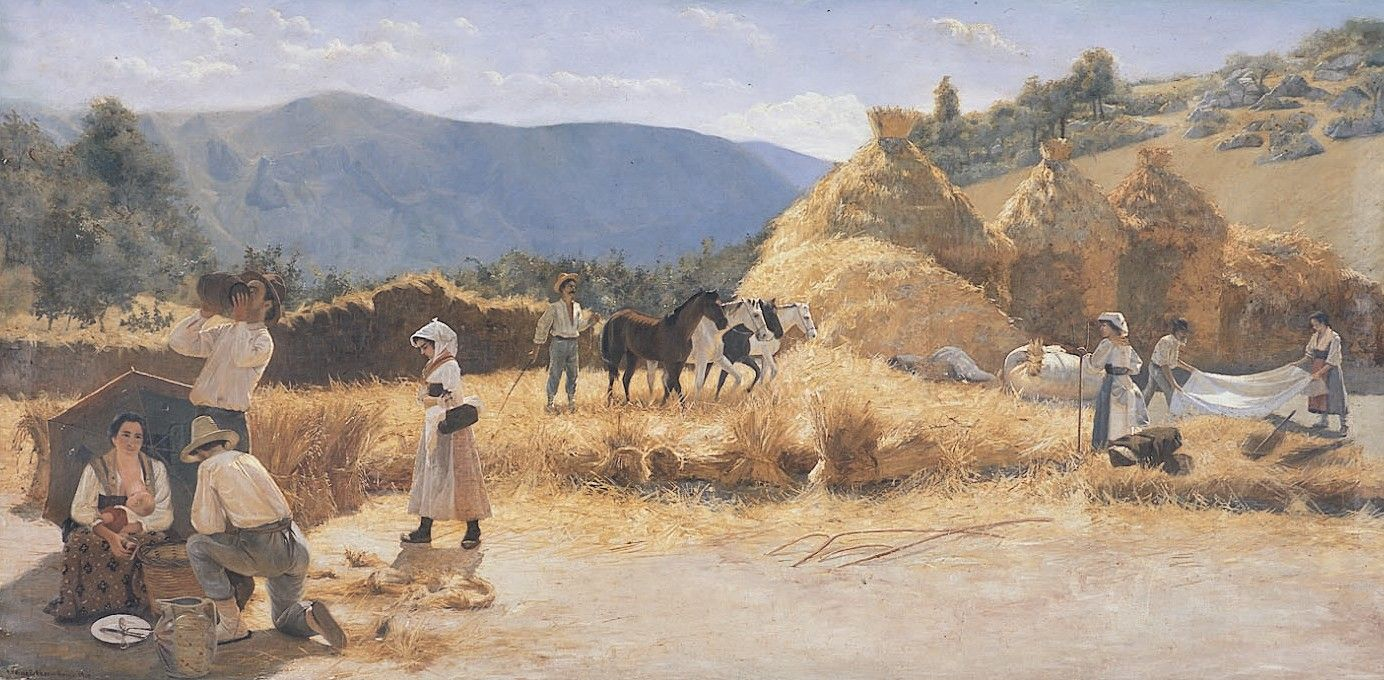
«Урожай пшеницы», Педро Вейнгартнер (1910)
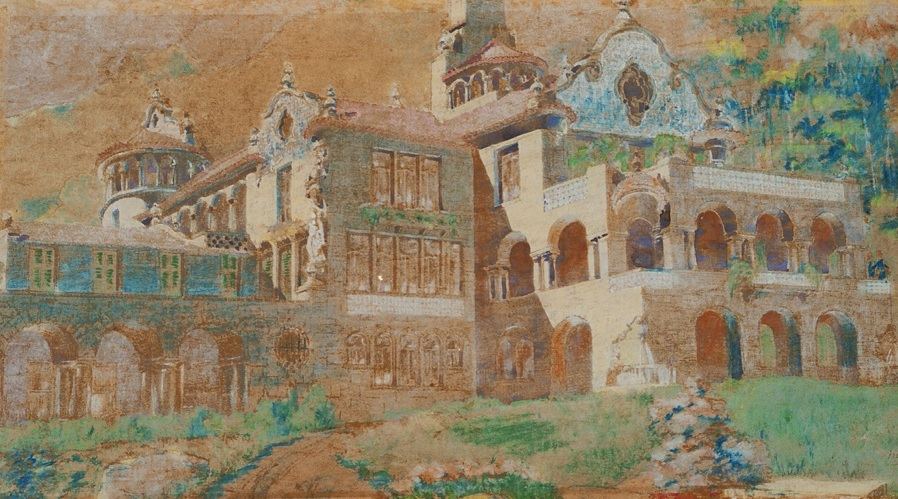
без названия, Виктор Дубуграс
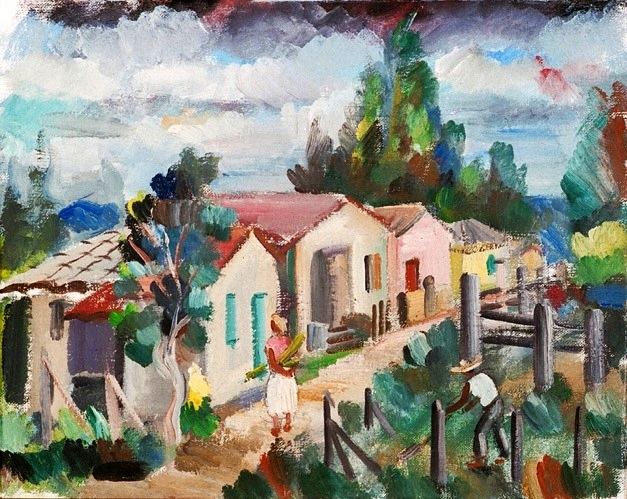
«Пейзаж», Жоаким Фигейра